# Rolanet
Rolanet (Robotron Local Area Network) war ein in der DDR entwickelter und 1987 veröffentlichter Netzwerkstandard, mit dem Rechner im Nahbereich (LAN, bis 1000 m) zwecks Datenaustauschs verbunden werden konnten.
Als Übertragungsmedium wurde Koaxialkabel oder (ab 1988) auch Glasfaserkabel verwendet. Auch gemischte Netze (Datenumsetzung Koaxialkabel – Glasfaser) waren möglich. Die Geschwindigkeit war mit 500 kBaud für die damalige Zeit ein guter Wert. Unter Rolanet konnten maximal 253 Rechner verbunden werden.